# Sergio Chashin
El Metropolitano Sergio (en ruso: Митрополит Сергий), cuyo nombre secular es Nikolái Nikoláyevich Chashin (en ruso: Николай Николаевич Чашин) es un obispo ruso, Metropolitano de Singapur y del Sudeste Asiático, actual cabeza del Exarcado Patriarcal del Sudeste Asiático, una división administrativa de la Iglesia Ortodoxa Rusa.

## Biografía

### Primeros años
Nació el 19 de junio de 1974 en Komsomolsky, Mordovia, en la entonces Unión Soviética. Se graduó de la escuela secundaria en el pueblo Narovchat, en el oblast de Penza en 1991. 
Hijo de Volgina Irina Sergeevna, que en 1993 fue tonsurada monja con el nombre de Bárbara y desde 1995 ocupa del cargo de abadesa en un convento al sur de Vladivostok.

### Sacerdocio
El 16 de marzo de 1993, el obispo Benjamín (Pushkar) de Vladivostok y Primorye lo tonsuró como monje con el nombre de Sergio, en honor a San Sergio de Rádonezh. El mismo obispo lo ordenó diácono el 7 de abril de 1993. 
Desde el 9 de agosto de 1993 fue nombrado secretario de la Diócesis de Vladivostok. El 1 de septiembre de 1995 fue nombrado vicerrector del Colegio Teológico de Vladivostok. 
El 17 de febrero de 1996, el obispo Benjamín (Pushkar) lo ordenó sacerdote. El 2 de abril de 1997 fue nombrado rector de la Iglesia de la Asunción en Vladivostok. 
En 2000 fue elevado al rango de higúmeno. En mayo de 2005 fue elevado al rango de archimandrita. El 26 de diciembre de 2006, por decisión del Santo Sínodo de la Iglesia Ortodoxa Rusa, el archimandrita Sergio fue nombrado obispo de Ussuriisk, vicario de la Diócesis de Vladivostok. El 15 de febrero de 2007 fue ordenado obispo. 
El 12 de julio de 2007, el obispo Sergio, llegó a Singapur por invitación de la comunidad ruso-ortodoxa y celebró la liturgia en la iglesia armenia de Gregorio el Iluminador. El 12 de octubre de 2007, el Santo Sínodo aceptó en la jurisdicción de la Iglesia Ortodoxa Rusa, a una parroquia recién formada en la República de Singapur; el Santo Sínodo encomendó al obispo Sergio el cuidado episcopal de esa parroquia.

### Episcopado
El 31 de marzo de 2009, fue nombrado obispo de Solnechnogorsk, un vicariato dentro de la diócesis de Moscú. El 22 de marzo de 2011, por decisión del Santo Sínodo, fue incluido en el Consejo Supremo de la Iglesia Ortodoxa Rusa. El 26 de diciembre de 2012, por decisión del Santo Sínodo, se encomendó al obispo Sergio el cuidado archipastoral de la Parroquia Arcángel Miguel en la ciudad de Kuala Lumpur.
Del 10 al 13 de agosto de 2015, con la bendición del Patriarca de Moscú y de todas las Rusias, visitó la República de Filipinas por primera vez. El 21 de octubre de 2016, por decisión del Santo Sínodo, fue nombrado administrador de las parroquias del Patriarcado de Moscú en Vietnam, Indonesia, Camboya, Laos, Malasia, Singapur, Filipinas, Corea del Norte y Corea del Sur.
El 20 de noviembre de 2016, durante la Divina Liturgia en la Catedral de Cristo Salvador de Moscú, durante la celebración del 70 cumpleaños del Patriarca Cirilo, fue elevado al rango de arzobispo “por su diligente servicio a la Iglesia de Dios”. 

### Exarca
El 28 de diciembre de 2018 fue nombrado Arzobispo de Singapur y el Sudeste Asiático, Exarca Patriarcal del Sudeste Asiático. El 7 de enero de 2019, durante el servicio vespertino en la Catedral de Cristo Salvador en Moscú, fue elevado al rango de Metropolitano, en consecuencia de su nombramiento como exarca.
El 26 de febrero de 2019, el Santo Sínodo formó las Diócesis de Corea, Singapur, Tailandia y Filipinas-Vietnam. Siendo Sergio obispo gobernante de la Siócesis de Singapur y administrador temporal de las otras tres. Actualmente continúa al frente del exarcado, como de la administración temporal de la Diócesis de Tailandia. 